# Aethopyga saturata
Beija-flor-de-garganta-preta ou nectarínia-de-peito-preto (Aethopyga saturata) é uma espécie de ave da família Nectariniidae.
Pode ser encontrada nos seguintes países: Bangladesh, Butão, Camboja, China, Índia, Laos, Malásia, Myanmar, Nepal, Paquistão, Tailândia e Vietname.
Os seus habitats naturais são: florestas subtropicais ou tropicais húmidas de baixa altitude e regiões subtropicais ou tropicais húmidas de alta altitude.